# Nelsy Cruz
Nelsy Milagros Cruz Martínez (* 6. August 1982 in Las Matas de Santa Cruz, Monte Cristi; † 8. April 2025 in Santo Domingo) war eine dominikanische Politikerin, die u. a. Gouverneurin der Provinz Monte Cristi war.

## Frühes Leben
Nelsy Cruz wuchs in einer Familie mit zwei Geschwistern auf, darunter der Baseballspieler Nelson Cruz. Ihre Eltern betrieben ein Geschäft. Später studierte sie Design an der Chavón Design School und zog nach Santiago de los Caballeros.

## Politische Karriere
Nach dem Wahlsieg von Präsident Luis Abinader im Jahr 2020 wurde Cruz zur Gouverneurin der Provinz Monte Cristi ernannt und trat ihr Amt im August 2020 an. Während ihrer Amtszeit sorgte sie für Kontroversen, als sie in einem Fernsehinterview erklärte, dass Mitglieder der Dominikanischen Befreiungspartei (PLD) in Regierungspositionen „ihre Tage gezählt“ hätten und durch Anhänger der Modernen Revolutionären Partei (PRM) ersetzt würden. Nach einer Rüge durch das Regierungsamt für Ethik entschuldigte sie sich und betonte, dass ihre Arbeit darauf abziele, allen Bürgern unabhängig von ihrer politischen Zugehörigkeit zu dienen.
Im Oktober 2023 wurde sie als Kandidatin der PRM für den Senatssitz von Monte Cristi bei den Wahlen 2024 nominiert. Ihre Kandidatur wurde jedoch von dem ehemaligen Senator Bernardo Alemán Rodríguez angefochten, der schließlich die Wahl am 19. Mai 2024 gewann.

## Tod
Am 8. April 2025 wurde Cruz bei einem Einsturz des Daches des Jet Set Nachtclubs in Santo Domingo verletzt. Sie konnte Präsident Abinader über das Unglück informieren und wurde gerettet, erlag jedoch später ihren Verletzungen während einer Operation.